# سوپوت (پیروت)
سوپوت (به صربی: Sopot) یک منطقهٔ مسکونی در صربستان است که در پیروت واقع شده‌است. سوپوت ۳۶۷ نفر جمعیت دارد.